# Friendly Fire (Lied)
Friendly Fire ist ein Lied der US-amerikanischen Rockband Linkin Park. Ursprünglich wurde es während der Aufnahmen zu ihrem siebten Studioalbum One More Light (2017) aufgenommen und später, am 23. Februar 2024, offiziell als Leadsingle aus dem Greatest-Hits-Album Papercuts (Singles Collection 2000–2023) veröffentlicht.

## Hintergrund
Im Juni 2020 enthüllte Linkin Park-Mitglied und Mitbegründer Mike Shinoda die Existenz eines Songs, der Chester Benningtons Gesang enthielt, der während der Aufnahmesessions für das siebte Studioalbum der Band, One More Light (2017), entstanden war. Der Song mit dem Titel "Friendly Fire" wurde von Shinoda, dem Gitarristen der Band, Brad Delson, und dem Musiker Jon Green komponiert, Letzterer war auch Co-Autor von zwei anderen Songs auf dem Album, "Nobody Can Save Me" und "Battle Symphony". Shinoda erwähnte jedoch, dass es noch Jahre dauern würde, bis es veröffentlicht werden würde.

## Komposition
Eli Enis von Revolver beschrieb "Friendly Fire" als "[passend] zum Elektropop-Sound von One More Light".

## Veröffentlichung
Am 19. Februar 2024 veröffentlichten Linkin Park eine Reihe von Bildern und Videos auf ihren Social-Media-Kanälen, die einen 30-sekündigen Audioclip von "Friendly Fire" enthüllten; Am nächsten Tag stellten sie eine Vorschau des Songs auf ihrer SoundCloud-Seite zur Verfügung. "Friendly Fire" wurde dann am 23. Februar 2024 sowohl digital als auch als CD-Single in Deutschland veröffentlicht. Der Song ist der 20. und letzte Track von Papercuts (Singles Collection 2000-2023), einem Greatest Hits Album der Band, das am 12. April 2024 veröffentlicht wurde.

## Musikvideo
Das Musikvideo zum Song wurde gleichzeitig mit dem Song selbst veröffentlicht. Es besteht aus Aufnahmen der Band während der One More Light-Aufnahme-Sessions, insbesondere Bennington, der seine Parts für den Song singt, Backstage-Aufnahmen sowie Live-Performance-Clips von der One More Light-Tour.

## Charts und Chartplatzierungen
| ChartsChartplatzierungen | Höchstplatzierung | Wochen |
| ------------------------ | ----------------- | ------ |
| Deutschland (GfK)        | 40 (1 Wo.)        | 1      |
| Österreich (Ö3)          | 62 (1 Wo.)        | 1      |
| Schweiz (IFPI)           | 60 (1 Wo.)        | 1      |